# Kikana
Kikana är ett periodiskt vattendrag i Botswana.   Det ligger i distriktet South-East, i den sydöstra delen av landet, 30 km sydväst om huvudstaden Gaborone.
Omgivningarna runt Kikana är huvudsakligen savann. Runt Kikana är det ganska tätbefolkat, med 139 invånare per kvadratkilometer.